# Sindrome della tripla X
La sindrome della tripla X, nota anche come trisomia X, sindrome XXX, 47,XXX aneuploidia, è una trisomia XXX dei cromosomi sessuali, ovvero la presenza di una copia eccedente del cromosoma X nelle cellule della femmina, causata dalla loro non disgiunzione durante l'anafase I o II del processo meiotico. Sono comunque presenti due corpi di Barr.
Può anche verificarsi una forma a mosaico se solo una parte delle cellule del corpo contengono i tre cromosomi X mentre le restanti ne hanno solo due. La misura in cui una donna sarà influenzata dalla condizione dipenderà dalla percentuale di cellule con XXX e XX. La trisomia X si verifica circa una volta ogni 1 000 nascite femminili. Diversamente da altre condizioni cromosomiche (come la sindrome di Down), solitamente non vi è differenza distinguibile ad occhio nudo tra le donne affette dalla condizione e il resto della popolazione femminile.
Le persone con questa aneuploidia sono conosciute anche con il nome di "superfemmine", ma l'uso di questo termine è stato criticato e sconsigliato.

## Epidemiologia e storia
È stata diagnosticata per la prima volta da Jacobs tra il 1960 e il 1984. Tale cariotipo si riscontra in circa 1 su 1000 femmine nate.

## Manifestazioni cliniche
Alla nascita le neonate non manifestano segni clinici particolari che permettono di sospettare la sindrome, eccezione fatta per una lieve prevalenza delle malformazioni genito-urinarie. In età prescolare, nel 70% dei casi, può essere evidente un disturbo del linguaggio legato alla disprassia motoria (incoordinazione dei muscoli fonatori), ma non alla comprensione dei vocaboli. Quasi il 50% delle bambine con trisomia X presenta una statura superiore al 90° percentile, dovuta primariamente ad un'aumentata lunghezza degli arti inferiori, ed un BMI index lievemente inferiore alla media. Nell'età adulta le donne con tripla X mostrano un buon inserimento sociale, ed il quoziente intellettivo è nella norma.

## Cause

Problemi nella meiosi maschile con conseguente formazione di una cellula di sesso maschile con 2 cromosomi X.

Problemi nella meiosi femminile con conseguente formazione di una cellula femminile con 3 cromosomi X.

La sindrome della tripla X non è ereditaria; solitamente si verifica come un evento durante la formazione delle cellule riproduttive (ovulo e spermatozoi). Un errore nella divisione cellulare, chiamato non-disgiunzione, può andare a formare delle cellule riproduttive con cromosomi in più. Ad esempio, una cella ovocita o uno spermatozoo può ottenere una copia ulteriore del cromosoma X a causa della non-disgiunzione. Se una di queste cellule contribuisce alla composizione genetica di un bambino, esso avrà un cromosoma X supplementare in ciascuna delle sue cellule. In alcuni casi, la trisomia X si verifica durante la divisione cellulare nello sviluppo embrionale precoce.
Alcune femmine con sindrome tripla X hanno un cromosoma X in più solo in alcune delle loro cellule. Questi casi sono chiamati mosaicismi 46,XX/47,XXX.

## Diagnosi
Nella stragrande maggioranza delle donne con la sindrome della tripla X, la condizione non viene mai diagnosticata, se non vengono sottoposte a test per altre ragioni mediche nel corso della loro vita. La sindrome può essere diagnosticata da un esame del sangue in grado di esaminare i cromosomi di una persona (cariotipo).
La sindrome può essere diagnosticata in periodo prenatale attraverso l'amniocentesi o il prelievo dei villi coriali. In Danimarca, tra il 1970 e il 1984, il 76% delle gravidanze i cui feti avevano avuto una diagnosi prenatale di tripla X, sono state interrotte. Tra 1985-1987, questo dato è sceso al 56%; grazie ad una migliore informazione, il numero di aborti è diminuito. Nei Paesi Bassi, tra il 1991 e il 2000, il 33% (18/54) delle coppie che avevano avuto, per loro figlio, una diagnosi prenatale di 47,XXX ha scelto di abortire.